# ジミー時田
ジミー時田（ジミーときた、1936年3月15日 - 2000年3月10日）は満州生まれのカントリー・ミュージックの歌手。本名は時田 圭介。ジミー・ロジャーズにあやかって「ジミー」を名乗った。

## 経歴
1936年、満州にて出生。
1951年、東京都荒川区立第一中学校卒業。青山学院高等部入学。
高校1年の頃、友人の伝手でウェスタン・ランブラーズと知り合い、カントリー・ミュージックに目覚め、FENから流れてくるカントリー番組を聴いてはコピーしながらレパートリーを増やしつつ、英語力も磨いたという。
1954年、青山学院大学文学部英文学科入学。学生バンド「サンセット・バリー・ボーイズ」を結成。1955年から1年間ほど、山口銀次等のハワイアン・バンドにてギターの修行をした。
1957年9月、マウンテン・プレイボーイズを結成、その後青山学院大学英米文学科を卒業。
1958年、大学卒業。パンアメリカン航空に就職するものの、バンド活動との両立ができず、ほどなく退職。この頃、本名を改名。
1960年、レコード・デビュー。1966年までに共同名義も含めてアルバム18枚をリリースするなど、精力的な活動を行った。
1967年9月、単身で渡米し、アーティスト・ユニオンに加入して現地のクラブ・ハウスを回った。
1969年8月、時田は愛飲家として知られるが、アルコールで体調を崩して帰国。
1970年、数ヶ月の静養を経て、谷岡寿夫を中心とした渡米前のバンド・メンバーのサポートにより日本での音楽活動を再開。晩年に至るまで、本人の体調不良もあり活動は断続的となったが、複数のレーベルから自己名義の作品を発表、併せて他のカントリー系アーティストの作品で客演した。
私生活では、1975年に女優の宮地晴子と結婚したが、1981年に離婚。同年に一般人と再婚し、死去するまで連れ添った。
2000年3月10日、東京都杉並区で逝去、63歳没。墓所は川崎市春秋苑。

## マウンテン・プレイボーイズ
時田はバンド結成の際、カントリー&ウェスタンのみならずブルーグラスもできるような編成とした。 ギター、スティール・ギター、ベース、フィドルを基本としているが、ギタリストが時折マンドリンやバンジョーを兼任している。また、時田は伝統的なドラムレスの編成を好んでおり、一時期を除いてレギュラー・ドラマーを配置していない。
なお、マウンテン・プレイボーイズ単体としてLP1枚をキング・レコードに残している他、トミ藤山の「アメリカ旅日記第2集」、「ウェスターン・ヒット・10」のバックを務めている(ただし、契約の関係から、「コロムビア・ワゴン・ボーイズ」名義)。
1957年9月、結成（初期のラインナップは不明）。当初は各地の米軍キャンプでの活動が中心だった。1959年からジャズ喫茶での演奏を開始。
1960年、レコード・デビュー。1967年まで、メンバー・チェンジを繰り返しながら、レコーディング活動を精力的に行う。
1967年、時田の渡米により活動休止。
1970年、時田の帰国とともに活動を再開。
2000年、時田の死去に伴い、解散。

### メンバー
- 鍋島常敬（エレクトリック・ギター）: 1957年。初代ギタリスト。
  - 1938年2月、小城鍋島氏の一族として出生。脱退後は、クレージー・ウエスト(寺内タケシや碇矢長一も同時期に在籍)、飯田久彦のバック・バンドを経て、音楽ディレクターに転身してCM音楽や映画音楽を手掛けた。
- 名倉あきら（エレクトリック・ギター、バンジョー）: 1958-60、61-67年。
- 吉田一男（ヴォーカル、ギター、マンドリン、コント）: 1958-62年。
  - 後のドンキーカルテットでも活躍したジャイアント吉田。
- 藤井三雄（スティール・ギター）: 1958-60年。
  - マウンテン・プレイボーイズ脱退後、寺本圭一とカントリー・ジェントルメンに加入。さらに桜井輝夫とドリフターズ、自身のグループであるシティ・ライツ、GSグループのブルー・エースを経て、1967年にスティール・ギター・メーカーのファゼイを設立。
- 宮城久弥（フィドル）: 1958-63年。
- 安藤正樹（ドラムス）： 1959-1960年。
  - 碇矢長一をマウンテン・プレイボーイズに勧誘。[6] 脱退後に寺本圭一とカントリー・ジェントルメンに加入。
- 碇矢長一（ベース、コント）: 1959-62年。
  - 元クレージー・ウエスト。ジャイアント吉田とともにコミック路線を推進していたが、時田が難色を示したこと、1961年大晦日の交通事故により所属事務所との関係が悪化したことなどから、翌年に脱退。桜井輝夫とドリフターズに加入。[6]
- 寺内タケシ（エレクトリック・ギター、バンジョー）: 1960-61年。
  - 元クレージー・ウエスト。同バンドに岩倉忠雄の後任として碇矢長一を誘った(その後、碇矢は半年ほどで解雇され、マウンテン・プレイボーイズへ)。米軍上瀬谷キャンプで、マウンテン・プレイボーイズにいた碇矢と再会し、自らも加入。1961年、寺内に新人ロカビリー・バンドを結成させたいという所属事務所の差し金により、脱退。一時期原田実とワゴン・エースに在籍した後、寺内タケシとブルー・ジーンズを結成。[7][8]
- 松平直久（スティール・ギター、ドブロ）: 1961-66年。
- 岩倉忠雄（ベース、コント）: 1962-65年。
- 東理夫（ギター）: 1963年。
- 坂本孝昭（ギター）: 1964年。
- 飯塚文雄（フィドル、バンジョー）: 1962-63年。
- 深野英明（エレクトリック・ギター）: 1963年。
- 鈴木恒雄（フィドル、ピアノ）: 1963年。時田晩年期にも参加。
- 谷岡寿夫（フィドル）: 1964-1967年。1980年代前半にも参加。
- 岸澄夫（エレクトリック・ギター）: 1964-65年。
- 東角俊夫 (ドラムス): 1964-65年。
- 辻田巌（ベース）: 1965-67年。
- 三田ひろし（サイド・ギター）: 1965年。
- 三橋渡（サイド・ギター）: 1965年。
  - 1924/02/20 - 2012/11/27。ポス宮崎とコニー・アイランダースのギタリスト兼MCであり、当時は時田の所属事務所である東京ハワイアン・クラブの社長だった。
- 尾崎紀世彦（ヴォーカル、サイド・ギター）: 1965-66年。
  - 元ヒロ・ハワイアンズのメンバー。時田と同じ事務所に所属していたことが縁で、1965年にセカンド・ヴォーカリスト兼ギタリストとして加入。1966年に脱退。翌年にザ・ワンダースを結成。
- 石田新太郎（スティール・ギター）: 1966-67年。1980年代前半にも参加。
  - 石田新太郎とシティライツはジミーの渡米後に結成。1980年以降度々参加。家が近かったことから最後はジミーの葬儀を担当した。
- トビー門口: バンド・ボーイだった。
- 椎崎輝也（ギター、ヴォーカル）: 1980年代前半。
- 都留邦彦（ベース）: 1980年代前半。
- 石川眞起（エレクトリック・ギター）: 1985年-2000年。時田晩年期のメンバー。
- 大江俊幸（スティール・ギター）: 1986年-2000年。時田晩年期のメンバー。
- 雨宮直己（ベース）: 1986年。
- 小宮山隆（ベース）: 1987年-2000年。時田晩年期のメンバー。
- 高野秀臣（フィドル）: 1988年-2000年。時田晩年期のメンバー。
- 清水納代（ピアノ、アコーディオン）: 1989年-1990年代。

## ディスコグラフィー

### 自己名義

#### アルバム
1. ジミー時田とマウンテン・プレイボーイズ / 駅馬車からバファロー大隊まで (西部劇映画主題歌集) / KING SKF-14(Stereo), LKF-1126(Mono) (1961.02)
2. ジミー時田とマウンテン・プレイボーイズ / 幌馬車は西へ (続・西部劇映画主題歌集) / KING SKF-23(Stereo), LKF-1147(Mono) (1961.06)
3. ジミー時田とマウンテン・プレイボーイズ / ウェスタン・ハイライト / KING SKF-45(Stereo), LKF-1178(Mono) (1961.10)
4. ジミー時田とマウンテン・プレイボーイズ / ウェスタン・ホリデイ / KING SKF-59(Stereo), LKF-1199(Mono) (1961.12)
5. ジミー時田とマウンテン・プレイボーイズ / 谷間の灯ともし頃 / KING SKF-69(Stereo), LKF-1217(Mono) (1962.04)
6. ジミー時田とマウンテン・プレイボーイズ / ハンクの肖像 / KING SKF-104(Stereo), LKF-1260(Mono) (1962.08)
7. ジミー時田とマウンテン・プレイボーイズ / ジミーのマウンテン・ジャンボリー / KING SKF-127(Stereo), LKF-1281(Mono) (1962.10)
8. ジミー時田とマウンテン・プレイボーイズ / 山の人気者 / KING SKG-6(Stereo), LKF-1318(Mono) (1963.03)
9. ジミー時田とマウンテン・プレイボーイズ / 愛の喜びと悲しみ / KING SKG-23(Stereo), LKF-1347(Mono) (1963.07)
10. ジミー時田とマウンテン・プレイボーイズ / フォーク・バラードのすべて (ウェスタン全集: 第1巻) / KING KC-50 (1963.12)
11. ジミー時田とマウンテン・プレイボーイズ / カントリー・バラードのすべて (ウェスタン全集: 第2巻) / KING KC-51 (1964.03)
12. ジミー時田とマウンテン・プレイボーイズ / ポピュラー・ウェスタンのすべて (ウェスタン全集: 第3巻) / KING KC-52 (1964.05)
13. ジミー時田とマウンテン・プレイボーイズ / 鉄路に生きる歌 / KING SKK-29 (1964.11)
14. ジミー時田 / ジミー時田のジャニー・ギター / KING SKK-55 (1965.01)
15. ザ・マウンテン・プレイボーイズ / カントリー&ウエスタン・トップ・ヒッツ / KING SKK-117 (1965.08) *時田は不参加
16. ジミー時田 / モダン・フォークのすべて / KING SKK-170 (1966.01)
17. ジミー時田とマウンテン・プレイボーイズ / フォーク・ロック・パーティー / KING SKK-258 (1966.10)
18. ジミー時田 / バラードの心 / KING SKK-574 (1970.02)
19. ジミー時田とタム・カントリー / ジミーがうたうカントリー / TAM MPL-2004 (1972.07)
20. ジミー時田とザ・ギャング / アメリカの魂 / KING SKM-1393/4 (1977.02)

#### アルバム (コンピレーション、再発)
1. ジミー時田とマウンテン・プレイボーイズ / 西部劇主題歌のすべて / KING SKJ-1003(Stereo), KC-22(Mono) (1962.10) *アルバム1,2の再編集盤
2. ジミー時田とオリジナル・マウンテン・プレイボーイズ / これが西部劇主題歌である(その1) / KING KR-7041 (1971) *アルバム1の再発盤
3. ジミー時田とオリジナル・マウンテン・プレイボーイズ / これが西部劇主題歌である(その2) / KING KR-7042 (1971) *アルバム2の再発盤

#### シングル
1. 遥かなるアラモ c/w シャイアン / KING SEA-4(Stereo), EA-118(Mono) (1961.02。映画『アラモ』主題歌、映画『シャイアン』主題歌)
2. 独立騎兵隊マーチ c/w 峠の幌馬車 / KING EB-7049 (1961.12。映画『独立騎兵隊』主題歌)
3. ワイアット・アープ c/w アパッチ / KING EB-7050 (1961.12。TV映画『保安官ワイアット・アープ』主題歌。A面にボニー・ジャックスが参加)
4. いとしのクレメンタイン c/w ジャニー・ギター / KING SEB-42(Stereo), EB-7056 (1962.01。映画『荒野の決斗』主題歌、映画『大砂塵』主題歌)
5. 連邦保安官 c/w 失恋の海 / KING EB-7068 (1962.03)
6. ブロンコ c/w マーベリック / KING EB-7087 (1962.04)
7. 駅馬車 c/w 遥かなる山の呼び声 / KING EB-7091 (1962.05。映画『シェーン』主題歌)
8. お山三千尺 c/w 山小径 / KING EB-683 (1962.05。バックはミュージカル・アカデミー)
9. ローハイド c/w ライフルと愛馬 / KING EB-7096 (1962.06)
10. 黄色いリボン c/w テキサスの黄色いバラ / KING EB-7112 (1962.08。映画『黄色いリボン』主題歌、映画『拳銃稼業』主題歌)
11. リバティ・バランスを撃った男 c/w ウォーク・オン・バイ / KING EB-7120 (1962.09。映画『リバティ・バランスを撃った男』主題歌)
12. 拳銃無宿のテーマ c/w 西部の掟 / KING EB-7166 (1963.02。TV映画『拳銃無宿』主題歌)
13. 誇り高き男 c/w ハイ・ヌーン / KING EB-7183 (1963.04。映画『誇り高き男』主題歌、映画『真昼の決闘』主題歌)
14. わらの中の七面鳥 c/w テネシー・ワルツ / KING ED-70 (1963.04)
15. マクリントックのテーマ c/w 牧場の我が家 / KING EB-7257 (1964。ユナイト映画『マクリントック』主題歌、MGM映画『西部開拓史』主題歌)
16. 花はどこへいった c/w 幌馬車隊 / KING BS-7013 (1964.07。B面: TV映画『幌馬車隊』主題歌)
17. イエスタデーズ・ゴーン c/w マイ・ハート・クライズ・フォー・ユー / KING BS-7037 (1964.10)
18. 平和の誓い c/w 朝日のあたる家 / KING BS-7057 (1965.01)
19. リオ・コンチョス c/w グッド・バイ・チャーリー / KING BS-7072 (1965.04)
20. シェナンドア c/w トム・ドゥリー / KING BS-7104 (1965.09。映画『シェナンドー河』主題歌)
21. かわいい小鳥 c/w 雨に消えた想い / KING BS-7112 (1965.10。伴奏は寺内タケシとブルー・ジーンズ)
22. 東京ぐらし c/w 今夜は泣いてくれ / KING BS-389 (1966.04。伴奏はオールスターズ・レオン)
23. 荒野の1ドル銀貨 c/w 青い瞳 / KING BS-7150 (1966.09。映画『荒野の1ドル銀貨』主題歌)
24. 君が若者なら c/w 烏と枯れ木とカレイともぐらと恋人と原爆のうた / KING BS-514 (1966.12。B面はボニー・ジャックス)
25. 放浪 c/w 乾杯天国 / KING BS-546 (1967.01)
26. 想い出のグリーン・グラス c/w 慕情の旅路 / KING BS-7164 (1967.06)
27. カウライジャ c/w パパとママのワルツ / GREEN CITY W-1023 (1971.05。A面は小坂一也)
28. 遥かなる旅人 c/w 裏街道のバラード / CANYON A-161 (1973.05。時代劇『木曽街道いそぎ旅』主題歌。B面の台詞は露口茂)
29. ある歌手の履歴書 c/w ある女の肖像 / CANYON A-162 (1973.05)
30. すばらしき仲間 c/w ビューティフル・サンデー / RCA RVS-1008 (1976.06。ジミー時田とマウンテン・プレイボーイズII名義。TBS系TV『すばらしき仲間』主題曲、TBS系TV『おはよう720』キャラバンIIのテーマ)
31. Sunshine, Good Rider c/w セーフティクラプ・ソング～空も光も風も / TEICHIKU RE-511 (1981.02。B面は溝渕和雄)

#### EP
- 西部劇主題歌集: 駅馬車～いとしのクレメンタイン～ハイ・ヌーン～ライフルと愛馬 / KING BB-25 (1963.11)

### オムニバス (V.A.)

#### アルバム
- ジミー時田、岸田今日子、他 / 君が若者なら: いずみたく作品集 / KING SKK-274 (1966.12) *「君が若者なら」を演奏
- ジミー時田、ボニー・ジャックス、他 / あつまれ！ちびっこ / KING SKK-316 (1967) *「ちびっこ子守唄」を演奏
- ジミー時田、エディ稲垣、他 / 決定盤!フォーク&カントリー名曲集 / KING SKM-1058/9 (1970) *1960年代の録音からのコンピレーション
- ジミー時田、小坂一也、他 / 豪華盤カントリー&ウエスタン大全集: テネシー・ワルツからマンダムまで / GREEN CITY W-9001/2 (1971)
- ジミー時田、小坂一也、他 / 日本のウエスタン歌手たち: 進駐軍華やかなりし頃 / VICTOR SPX-1034 (1976)
- ジミー時田、小坂一也、他 / TOKYOジャンボリー'83 / 東芝EMI EWS-66027/8 (1983)
- ジミー時田、岸田今日子、他 / オフ・オフ・マザー・グース / Disques Kizna TOCT-9286 (1995) *「ヤンキー男」収録。
- ジミー時田、加山雄三、他 / コカ・コーラCMソング集 1962-89 / Geneon GNCP-1005 (2005) *「意見が合うのは」(1966年)収録。

### 共同名義

#### アルバム
- 住吉敞とワゴン・スターズ、ジミー時田とマウンテン・プレイボーイズ / ウェスターン・サンセット / POLYDOR LPJ-20（1960.11）
- ジミー時田とマウンテン・プレイボーイズ、ポス宮崎とコニー・アイランダース / 山の歌、海の歌 / KING SKF-90(Stereo), LKF-1239(Mono) (1962.06)
- ジミー時田、寺本圭一、斉藤任弘、大野義夫 / カントリー・パンプキン / MUSHROOM/DENON CD-7026-Z (1972)
- 小坂一也、寺本圭一、ジミー時田、石田新太郎 / オールド・ボーイ / FOR LIFE FLL-5002 (1976)

### ゲスト参加

#### アルバム
- マイク&アリス・シーガー / マイク・シーガー・イン・コンサート / KING SKK-662 (1971) *「わが祖国」で客演。
- 寺内タケシとブルー・ジーンズ / カントリー・ギターの魅力 / KING SKD-228 (1975) *3曲で客演
- 宮川泰 / ハッピーコンサート / KING SKD-366/7 (1976) *ライブアルバム。「ジミー時田のC&Wメドレー(レッド・リヴァー・バレー～いとしのクレメンタイン～ライダース・イン・ザ・スカイ)」を演奏
- 瀬谷福太郎 / クレスト・ライン / RCA RHL-6006 (1982) *ゲストとして1曲で客演している。

#### シングル
- 加藤登紀子 / さよならの口笛 c/w 五右衛門節 / POLYDOR DR-1651 (1972.01。A面でジミー時田とウエスタン・オールスターズとして客演)
- 灘康次とモダンカンカン / 三度笠 c/w あなたの妻と呼ばれたい / RVC RVS-1044 (1977.01。A面曲の作曲・編曲。両面ともに作詞が立川談志)

## 映画音楽
藤浦敦監督の日活ロマンポルノの各作品に音楽を提供している。
劇中には、インストゥルメンタル・ナンバーの他、歌詞つきのナンバー(以下に列挙する)が挿入されている。演奏はジミー時田とマウンテン・プレイボーイズ。
- 宇能鴻一郎の 伊豆の踊り子 (にっかつ、1984年5月25日公開)
  - Oh! Susanna - おおスザンナ
  - Home! Sweet Home! - 埴生の宿
  - Oh, My Darling Clementine - いとしのクレメンタイン
- 女子大生 温泉芸者 (にっかつ、1984年12月8日公開)
  - Carry Me Back to the Lone Prairie
  - ダンディ気質
  - My Bonnie - マイ・ボニー
- 絶倫海女 しまり貝 (にっかつ、1985年7月20日公開)
  - タイトル不明 (日本語歌謡)
  - タイトル不明 (日本語歌謡)
  - She'll Be Coming ’round the Mountain when She Comes

## ラジオ出演
- バイタリス・フォーク・ビレッジ（ニッポン放送）　初代パーソナリティ、1966年8月 - 1967年9月）
- ミッキー安川のずばり勝負（アール・エフ・ラジオ日本）　ゲスト出演し、生歌を披露した。